# Кальдера

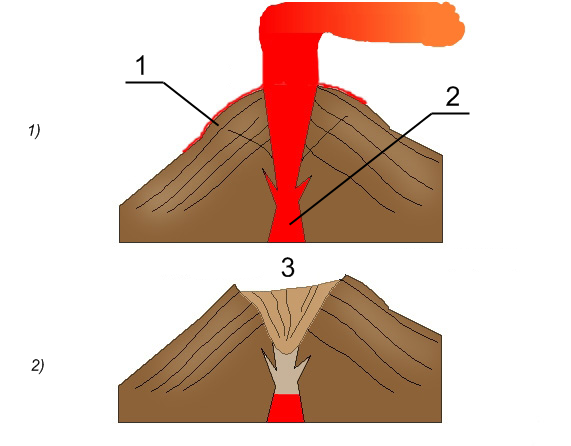
Рисунок утворення кальдери

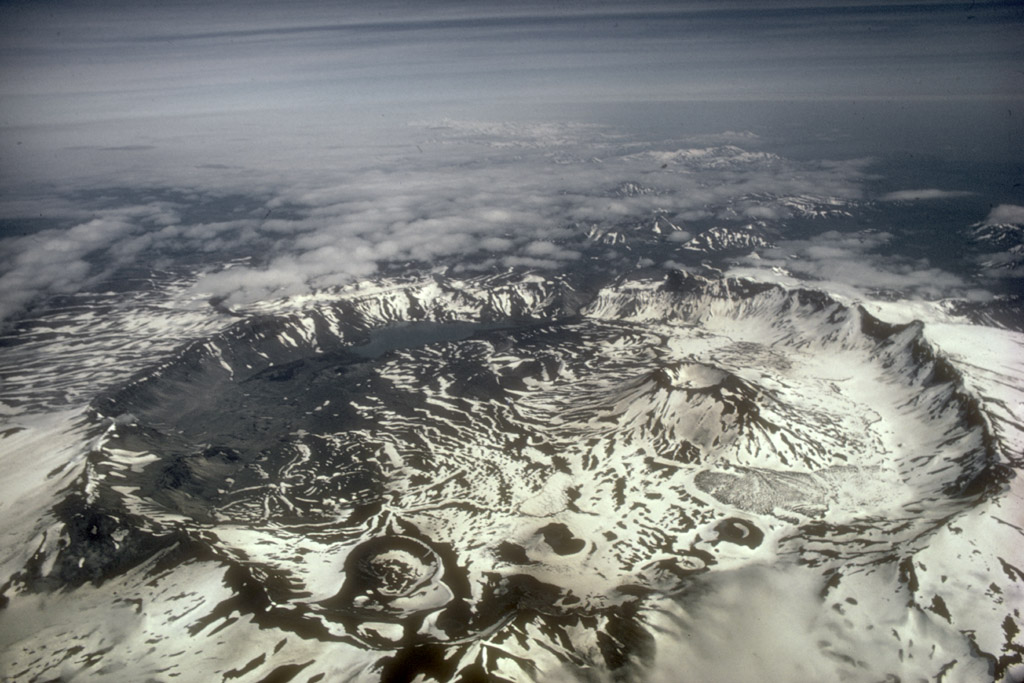
Кальдера вулкана Анякчак, Аляска

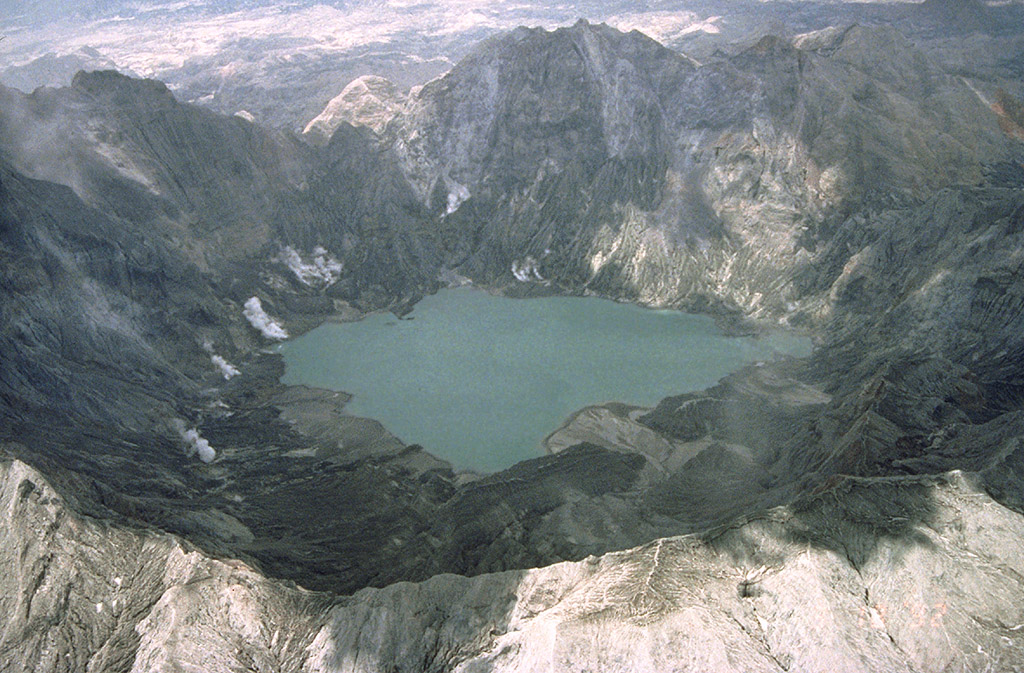
Кальдера і кратер вулкана Пінатубо, Філіппіни

Кальде́ра (ісп. caldera — великий казан (від латинського caldaria)) — циркоподібне заглиблення із крутими стінками й більш-менш рівним дном, що утворилося внаслідок провалу вершини вулкана та, у деяких випадках, прилеглої місцевості. Від кратера кальдера відрізняється походженням і більшими розмірами (у поперечнику до 10-15 км й більше). Часто кальдера може бути наповнена водою.
Розрізняють вибухові (експлозивні) кальдери, які утворюються при вибухах вулканічних газів (наприклад, кальдера вулкана Кракатау в Індонезії), і кальдери обвалення (гравітаційні), які виникають при осіданні гірських порід по розломах, що облямовують вулкан (наприклад, кальдера вулкана Мауна-Лоа на Гавайських островах).
Кальдера — це по суті конус вулкана, що просів углиб. Якщо вибух зриває значну частину конуса старого вулкана, на його місці під час чергових вивержень виростає новий конус. Виходить нібито вулкан, утворений у вулкані. Цей тип вулканічного апарату отримав назву соми.